# 蘋果開發工具
苹果开发工具是苹果为给Mac OS X平台编写软件的工程师们设计的一系列软件。

## Applet Launcher
一个为Sun’s Java插件程序设计的图形界面,它通过给开发者演示Java小应用程序如何在Mac OS X上运行来为开发者提供帮助。并提供了用来调整小应用程序性能的工具。

## Audio Unit Lab
一个音频单元的图像显示软件，它能帮开发者测试他们的成果。Audio Unit Lab也能用来测试音频单元，即时混音和回放音频内容。音频单元能通过Audio Unit Lab的图形界面进行控制。

## Computer Hardware Understanding Development Tools
一系列软件工具，总称为Computer Hardware Understanding Development Tools (CHUD Tools)，用来测量Mac OS X上软件的性能，帮助优化软件。也提供了硬件系统的标准检查程序。

## Core Image Fun House
这个工具是用来测试Core Image单元,和Adobe Photoshop过滤器有相似的功能。这两个软件都有一个特殊的操作功能,通过使用这个由用户自定义的参数设定的操作，这两个软件能展示Core Image（一个包含于Mac OS X v10.4中的技术）。

## CrashReporterPrefs
一个开发者的的实用工具，它能用来设置来自苹果的Crash Reporter软件的错误参数报告。
- 基本:出现一段对话询问使用者应该做什么。
- 开发者:提供了额外的除错信息并且能自动在苹果窗口展示信息。
- 伺服器:安静的运行，但储存了所有的信息。

## FileMerge
和NEXTSTEP的Merge utility相似,它用图型表示两个不同版本的文件的对比和合并,它通常是用来追踪源代码的改变。
通过Terminal软件，FileMerge的现在有了一个带命令行的版本:  opendiff.

## Help Indexer
为Mac OS X内置的Help Viewer创建一个index文件。

## icns Browser
查看.icns文件的源,在所有的bit-depth和mask中显示迷你,小,大,巨大,缩略图和平铺尺寸

## Icon Composer
Icon Composer是Apple Developer Tools中的一个图标编辑器。它除了Apple Icon Image文件之外并没有可供编辑的图标。因此，它需要用外部的编辑器处理所有的图像处理任务，然后将图像传进转换器来创建最终的图标。

## Instruments
以前被称为xray
Instruments是太阳计算机公司的OpenSolaris中的一个用来追踪DTrace框架的图形用户界面。

## IORegistryExplorer
检测Mac OS X中的硬件注册表，并为这些信息提供一些查看模式: 一元, 二进制, 八进制, 十进制, 十六进制, ASCII, MacRoman, UTF-8和Unicode; 8, 16, 32和64-bit;以及大和小字节序。

## PackageMaker
为用Installer安装软件创建.pkg安装程序。

## Property List Editor
编辑应用程序偏好的plist文件。

## Quartz Composer
Quartz Composer－是一个强大的动画合成软件，是Apple在10.4Tiger的开发软件包中自带的.功能齐全，不需要写一行的编码就可以做出非常复杂的动画。可以输出到Interface Builder给程序用，也可以做成屏幕保护，或者输出Quicktime.